# Gregor Willmes

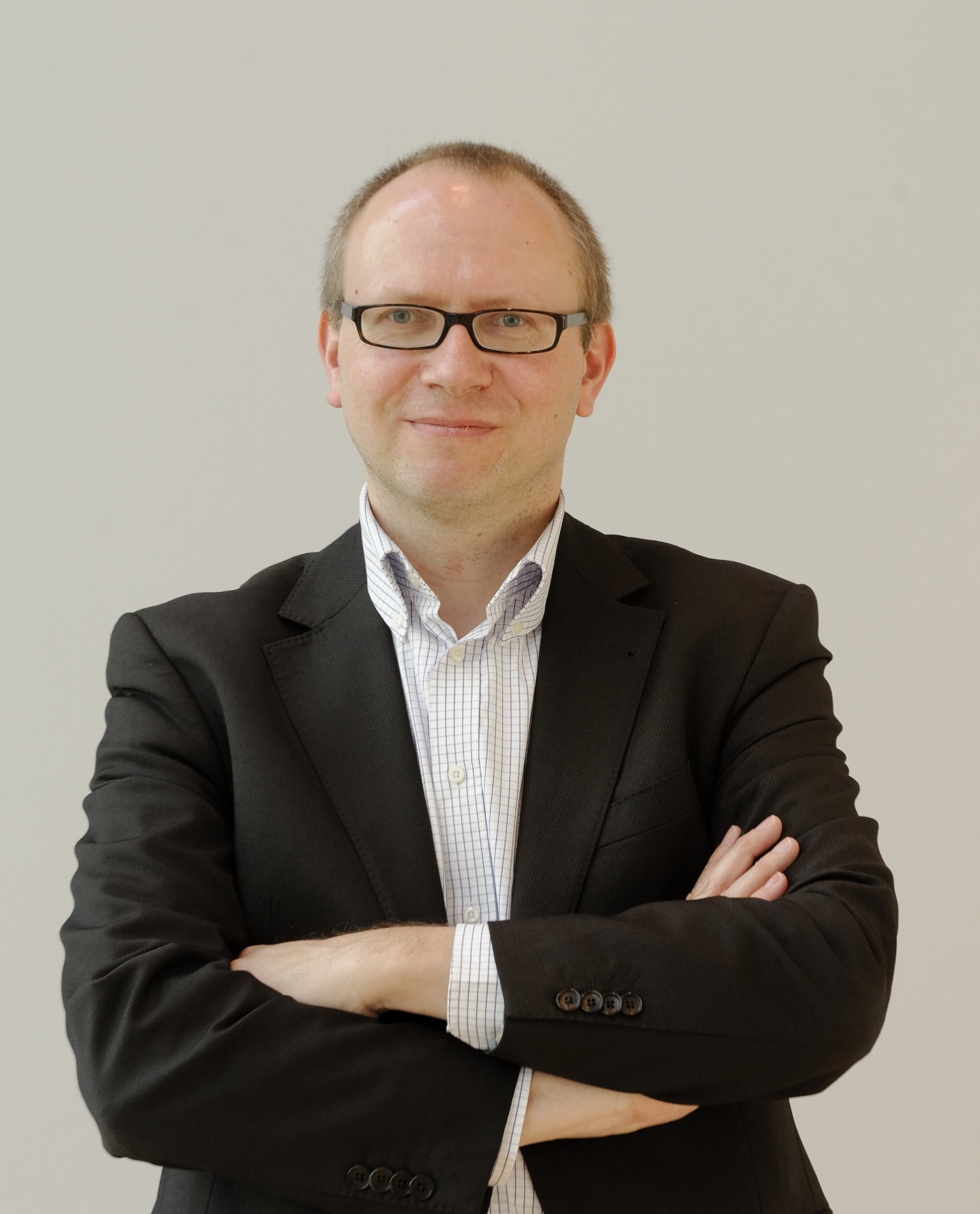
Gregor Willmes

Gregor Willmes (* 30. März 1966 in Wanne-Eickel) ist ein deutscher Musikwissenschaftler, Musikschriftsteller und Kulturmanager.

## Leben und Werk
Willmes nahm privaten Klavier-, Orgel- und Musiktheorieunterricht bei Matthias Kreuels. Er studierte an der Universität Bochum Musikwissenschaft, Philosophie und Kunstgeschichte.
Seit 1989 schreibt Willmes für Tages- und Musikzeitschriften über Musik. Zudem verfasst er Programmtexte für große Musikfestivals, Booklet-Texte für große Schallplattenlabels oder auch musikalische Fachaufsätze. Willmes war Volontär bei der Westdeutschen Allgemeinen Zeitung. Seit 1997 war er Redakteur und von 2003 bis 2008 Chefredakteur der Musikzeitschrift Fono Forum. Er ist Mitautor des Werkes PianistenProfile – 600 Interpreten: ihre Biografie, ihr Stil, ihre Aufnahmen. Seit 2008 arbeitet Willmes als Kulturmanager für die Berliner Klavierfabrik C. Bechstein Pianoforte Aktiengesellschaft. Seit 2000 gehört er der Jury für den Preis der deutschen Schallplattenkritik im Bereich Klavier an. Im Jahr 2017 wurde er in den Vorstand der Carl Bechstein Stiftung berufen und im Dezember 2022 zum Vorsitzenden des Vorstands gewählt.
Willmes war Lehrbeauftragter für Klaviermusikgeschichte und Literaturkunde an der Hochschule für Musik Detmold am Standort Dortmund.

## Werke von Gregor Willmes
- Ingo Harden, Gregor Willmes: PianistenProfile. 600 Pianisten: Ihre Biografie, ihr Stil, ihre Aufnahmen. 1. Auflage. Bärenreiter, Kassel 2008, ISBN 978-3-7618-1616-5.